# Arheološki muzej Varna
Arheološki muzej Varna (bolgarsko Варненски археологически музей, latinizirano: Varnenski arheologicheski muzey) je arheološki muzej v mestu Varna na črnomorski obali Bolgarije.
Arheološki muzej Varna, ustanovljen 3. junija 1888, je del mestne knjižnice. Je v zgodovinski stavbi, ki jo je v neorenesančnem slogu zasnoval znameniti arhitekt Petko Momčilov in je bila zgrajena v letih 1892–1898 kot dekliška šola. Leta 1945 je postala državna last, od leta 1993 pa muzej zaseda celotno stavbo, katere dele je uporabljal od leta 1895.
Eden največjih muzejev v Bolgariji ima 2150 m² razstavnega prostora z eksponati iz prazgodovinskega, traškega, starogrškega in starorimskega obdobja zgodovine regije, pa tudi iz časov srednjeveškega bolgarskega in bizantinskega cesarstva, osmanske vladavine in bolgarskega narodnega preporoda (vključno s približno 900 srednjeveškimi in preporodnimi ikonami).
Verjetno najslavnejši muzejski eksponat je Zlato iz Varne, najstarejši zlati zaklad na svetu, izkopan leta 1972 in datira v obdobje 4600–4200 pr. n. št., ki zaseda tri ločene razstavne dvorane.
Muzej upravlja tudi dve arheološki najdišči na prostem, velike rimske terme v središču mesta in srednjeveško jamo samostana Aladža v naravnem parku Zlati peski.
Štiri druga mesta so v postopku konzerviranja in bodo dodana na muzejski seznam: škofovska bazilika iz 4.–5. stoletja na ulici Kana Kruma; bazilika in samostan iz istega obdobja v Džanavari; samostan Bogorodice in skriptorij Preslavske književne šole v Pčelini iz 9.–10. stoletja in srednjeveško utrjeno naselje Kastrici pri Evksinogradu.
Muzej ima tudi knjižnico, otroški študijski muzej, trgovino s spominki in kavarno. Njegov lapidarij na dvorišču gosti letni mednarodni jazz festival Varna Summer.

## Razstave
Najbolj spektakularni eksponati med drugim vključujejo zlate predmete iz bakrene dobe iz Varnske nekropole na zahodu mesta, kjer so leta 1972 našli najstarejše doslej odkrito obdelano zlato na svetu, ki sega med 4600 in 4200. pr. n. št.. Ta globalno edinstvena evropska Varnska kultura, ki je bila v bakreni dobi tako tehnično napredna, da je lahko pridobivala in predelovala zlato, je dobila ime po kraju, kjer je bilo odkrito.
Zbirke so razdeljene na naslednja tematska področja in obdobja:
Prazgodovina in zgodnja zgodovina
- Prostor 1: paleolitik (starejša kamena doba) in mezolitik (srednja kamena doba): do 8. tisočletja pr. pr. n. št
- Prostor 2: eneolitik (bakrena doba): 5. tisočletje in druga polovica 5. stoletja pr. pr. n. št
- Soba 3: Tračanska umetnost: 3200 pr. do 500 pr pr. n. št
- Prostori od 4 do 7: Varnska nekropola iz bakrene dobe: 4400 do 4200 pr. pr. n. št

Antika
- Soba 8: Zgodovina ustanovitve Odessos: 6. do 4. stoletje pr. pr. n. št
- Soba 9: Odessos v helenističnem obdobju: sredina 4. stoletja pr. pr. n. št. do sredine 1. stoletja pr. n. št.
- Soba 10 do 12: Vera in pogrebni obredi: 1. do 4. stoletje
- Soba 13: Nakit: 4. do 6. stol
- Prostori 14 in 15: Odessos v rimskem obdobju: 1. do 3. stoletje
- Soba 16: Antična umetnost: 5. stoletje pr. n. št. do 3. stoletja našega štetja
- Soba 17: Odessos in njegova okolica v pozni antiki: 4. do 7. stol.
- Soba 18: zgodnjekrščanski Odessos: 4. do 7. stoletje

Srednji vek
- Soba 22 do 23: Regija Varna v obdobju Prvega bolgarskega cesarstva: 7. do 11. stoletje
- Soba 24: Ponovno rojstvo urbanega življenja v Varni:
- Soba 25: Varna v obdobju Drugega bolgarskega cesarstva: 12. do 14. stoletje
- Soba 26 do 28: Varna v obdobju med 14. in 18. st.: 14. do 14. st.
- Soba 29: Srednjeveški nakit: 13. do 14. stol

Krščanska umetnost
- Soba 31: Sakralna oprema iz obdobja od 17. do 19. stoletja: 17. do 19. st.
- Soba 32: Ikone iz obdobja 16.–18. stoletja: 16.–18.
- Soba 33 do 34: Ikone z območja bolgarske črnomorske obale: 19. stoletje
- Soba 35 do 36: Ikona ikonopiscev tako imenovane Trjavna šole (bolgarsko тревненски зографи): 19. stoletje
- Soba 35 do 36: Rezbarstvo iz tako imenovane Trjavna šole (bolgarsko тревненски майстори): 19. stoletje

- Grobnica iz nekropole Varna (Bolgarija), približno 4600 pr. n. št., z najstarejšim doslej odkritim zlatim nakitom na svetu.
- Pokop z zlatim zakladom, 4600-4200 pr. n. št.
- Kosi zlata, ki bi bili med najstarejšimi doslej znanimi zlatimi predmeti (- 6000 let pr. n. št.)
- Medaljon iz bizantinske dobe in del zaklada iz Velikega Preslava
- Ogrlica z obeskom iz bizantinskega obdobja - Konec 9. - začetek 10. stoletja - Odkrita v Vélikem Preslavu na mestu, imenovanem Kastana, leta 1978 - Zlato, emajli, ametisti, kristali in biseri
- Nakit iz bizantinskega obdobja
- Dragulji iz zaklada Vékili Preslav
- Uteži in mere iz bizantinskega obdobja (4.–14. stoletje)
- Bizantinska ikona